# Fronteras de Surinam

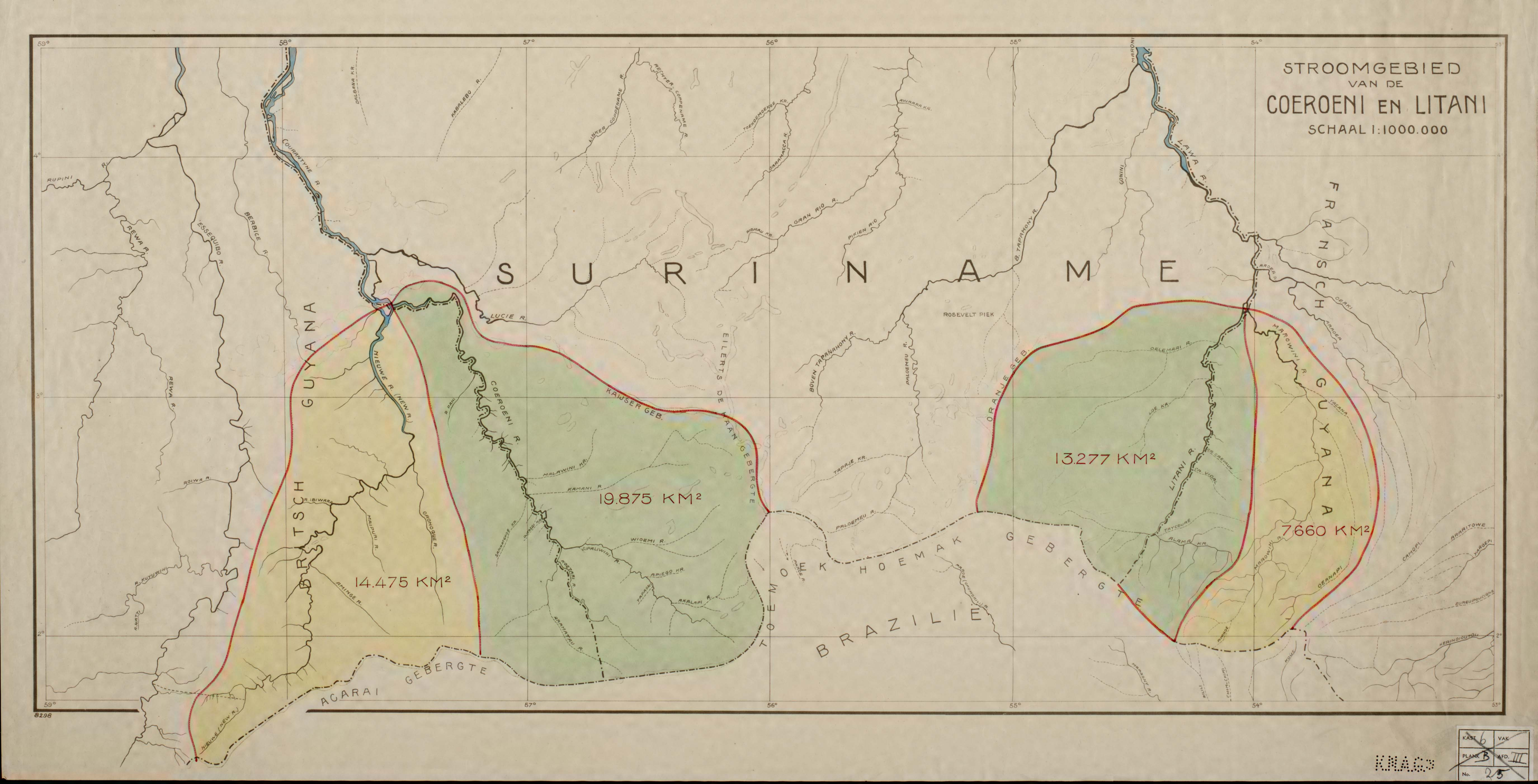
Mapa detallado de las áreas en disputa.

Las fronteras de Surinam consisten en fronteras terrestres con tres países: Guyana, Brasil y Francia (a través de la Guayana Francesa). Las fronteras con Guyana y Francia están en disputa, pero la frontera con Brasil no ha sido controvertida desde 1906.

## Frontera oriental

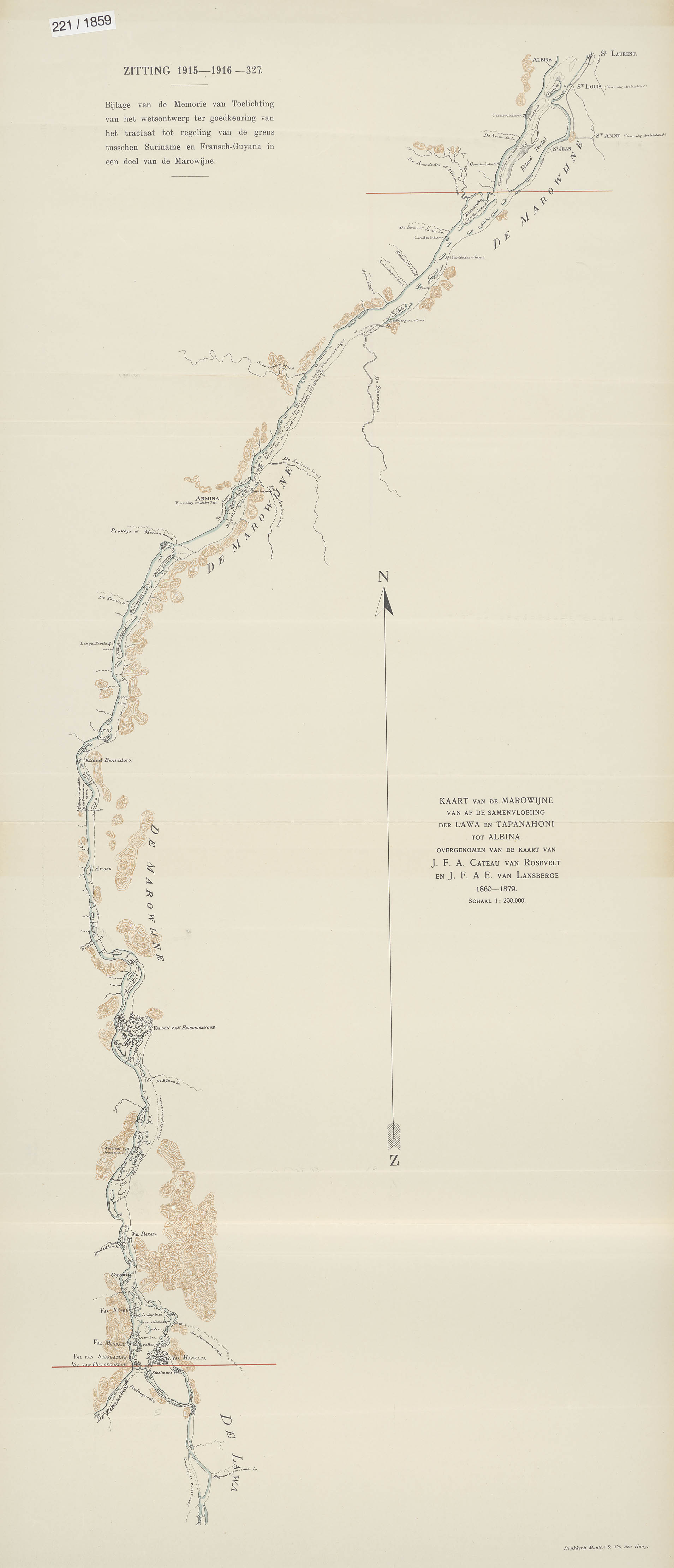
La sección del río Maroni en la que los Países Bajos y Francia celebraron un tratado fronterizo en 1915.

En 1860, se planteó la cuestión desde el lado francés, cuál de los dos ríos tributarios del río Maroni (también llamado Marowijne y Marowini) era la cabecera y, por tanto, la frontera. Se nombró una comisión conjunta franco-neerlandesa para revisar el tema. La parte neerlandesa de la comisión estaba formada por JH Baron van Heerdt tot Eversberg, JFA Cateau van Rosevelt y August Kappler. Luits Vidal, Ronmy, Boudet y Dr. Rech compusieron el lado francés. En 1861 se tomaron medidas que arrojaron el siguiente resultado: el Lawa tenía un caudal de 35.960 m³ /minuto con un ancho de 436 metro; el Tapanahony tenía un caudal de 20,291 m³/minuto a un ancho de 285 metro. Así, el río Lawa era la cabecera del río Maroni.
No hubo problemas con esta decisión hasta 1885, cuando el descubrimiento de oro en el área entre Lawa y Tapanahony creó un nuevo conflicto fronterizo. El 29 de noviembre de 1888, Francia y los Países Bajos llegaron a un acuerdo de que el conflicto debería ser objeto de arbitraje. El zar Alejandro III de Rusia, actuando como árbitro, decidió que el Lawa era la cabecera del Maroni y, por lo tanto, debería considerarse la frontera. Los Países Bajos y Francia celebraron un tratado fronterizo en esta sección del río el 30 de septiembre de 1915.
Sin embargo, esta decisión creó otro problema en cuanto a qué río es la fuente del Lawa. Los Países Bajos consideraban que el Maroni (el río afluente del este) era la fuente del Lawa; los franceses consideraban que el Litani, situado más al oeste, era la fuente del Lawa. Este problema aún no se ha resuelto.
El Litani se origina en las montañas Tumuk Humak aproximadamente a 2½° N 55° W; a lo largo de su camino es alimentado por Koele Koelekreek, Lokekreek, Mapaonikreek y Oelemari.
El Maroni también tiene su origen en las montañas Tumuk Humak, aproximadamente a 2° N, 54° W; también absorbe el Koelebreek, entre otros.

## Frontera occidental
Según un acuerdo entre el gobernador de Surinam, Cornelis van Aerssen van Sommelsdijck, y el gobernador de Berbice, Abraham van Pere — ambos eran colonias holandesas en ese momento — la frontera entre las dos colonias estaba ubicada en Devil Creek, entre el río Berbizos y el río Corentín. En 1799, sin embargo, el gobernador de Berbice, Abraham Jacob van Imbijze van Batenburg, y el gobernador de Surinam, Jurriaan François de Friderici, firmaron un acuerdo en el que se demarcó la orilla occidental del río Corentín como límite. Se consideró que todas las islas de Corentín, así como el puesto de Orealla, estaban en Surinam. Cuando el tratado angloneerlandés de 1814 devolvió Surinam al dominio neerlandés en los límites del 1 de enero de 1803, Corentín se convirtió en el nuevo límite entre la Guayana Británica y Surinam.

### Triángulo del Río New
Robert Schomburgk inspeccionó las fronteras de la Guayana Británica en 1840. Tomando el río Corentín como frontera, navegó hasta el que consideraba su origen, el río Kutari, para delimitar el límite. En 1871, sin embargo, Charles Barrington Brown descubrió el río New o Alto Corentín, que es la fuente del Corentín. Así nació la disputa del triángulo del río New.
El tribunal que se ocupó de la crisis de Venezuela de 1895 también otorgó ilegalmente el triángulo del río New a la Guayana Británica. Los Países Bajos, sin embargo, plantearon una protesta diplomática, alegando que el Río New, y no el Kutari, debía considerarse como la fuente del Corentín y por tanto el inicio de la frontera. El gobierno británico en 1900 respondió que el problema ya estaba resuelto por la larga aceptación del Kutari como límite.
En 1936, una Comisión Mixta establecida por el gobierno británico y holandés acordó adjudicar todo el ancho del río Corentín a Surinam, según el acuerdo de 1799. Se consideró que el límite del mar territorial se prolongaba 10° desde el punto n.º 61, 3 nmi (6 km) desde la orilla. El triángulo del río New, sin embargo, fue otorgado por completo a Guyana. El tratado que convirtió este acuerdo en ley nunca fue ratificado, debido al estallido de la Segunda Guerra Mundial.
En 1936, el representante neerlandés Conrad Carel Käyser firmó un acuerdo con representantes británicos y brasileños, colocando el cruce de tres puntos cerca del nacimiento del río Kutari.
Deseoso de poner fin al problema de la frontera antes de que la Guayana Británica obtuviera la independencia, el gobierno británico reinició las negociaciones en 1961. La posición británica afirmó "la soberanía neerlandesa sobre el río Corentín, una línea de 10° que divide el mar territorial, y el control británico sobre el triángulo del río New". Los Países Bajos respondió con una demanda formal al triángulo, pero con una frontera en la vaguada del río Corentín (esta última posición nunca ha sido repetido por cualquier gobierno de Surinam). No se hicieron acuerdos y Guyana se independizó con sus fronteras sin resolver. En 1969 se produjeron escaramuzas fronterizas entre las fuerzas de Guyana y las milicias de Surinam. En 1971, los gobiernos de Surinam y Guyana acordaron en Trinidad retirar las fuerzas militares del Triángulo. Guyana aún mantiene una porción del territorio de Surinam en el suroeste del país ocupado y desde allí realiza acciones de gestión.

### Disputa marítima
La frontera marítima también se ha disputado durante mucho tiempo entre Guyana y Surinam, y en 2000 provocó escaramuzas entre los exploradores de petróleo de Guyana y los guardacostas de Surinam. Guyana reclamó un límite de thalweg del río Corentín (probablemente inspirado en la posición holandesa de 1962), y una línea de 35° desde el norte verdadero, desde la desembocadura del río. Surinam reclamó la soberanía sobre todo el ancho del Corentín y una línea divisoria de 10°. Finalmente, se convocó un tribunal de cinco miembros de conformidad con las reglas establecidas en el Anexo VII de la Convención de las Naciones Unidas sobre el Derecho del Mar, que en 2007 estableció su propio límite que difería de los reclamos de ambas partes. La frontera marítima finalmente se resolvió mediante arbitraje internacional. El tribunal otorgó soberanía sobre todo el ancho del Corentín a Surinam, y también otorgó a Surinam un límite de mar territorial de 10° y 3 nmi (6 km) de la costa, según el acuerdo de 1936. El resto del límite del mar territorial, que se extiende 12 nmi (22 km) de la costa bajo el derecho internacional moderno, y el límite que separa las zonas económicas exclusivas de ambos países, se otorgó de acuerdo con el principio de equidistancia.

## Frontera sur
La frontera sur con Brasil se describe en el tratado de límites de 1906 como "formado desde la frontera con laGuayana Francesa hasta la frontera con la Guayana Británica, la línea de la división de drenaje (cuenca) entre la cuenca del Amazonas al sur y las cuencas de los ríos que fluyen hacia el norte hasta el Océano Atlántico". La frontera descrita en el tratado fue el resultado de un proceso de arbitraje encabezado por el rey Víctor Manuel III de Italia. El tratado se firmó en Río de Janeiro el 5 de mayo de 1906. Brasil y Holanda ratificaron el tratado en 1908.